# 孟冬 (1963年)
孟冬（1963年1月—），女，汉族，吉林梨树人，中华人民共和国政治人物。1986年8月参加工作，1984年11月加入中国共产党。曾任国家广播电视总局副局长、党组成员。第十四届全国政协委员。